# Vollenhovia satoi
Vollenhovia satoi é uma espécie de formiga do gênero Vollenhovia, pertencente à subfamília Myrmicinae.